# Pànic del 1837

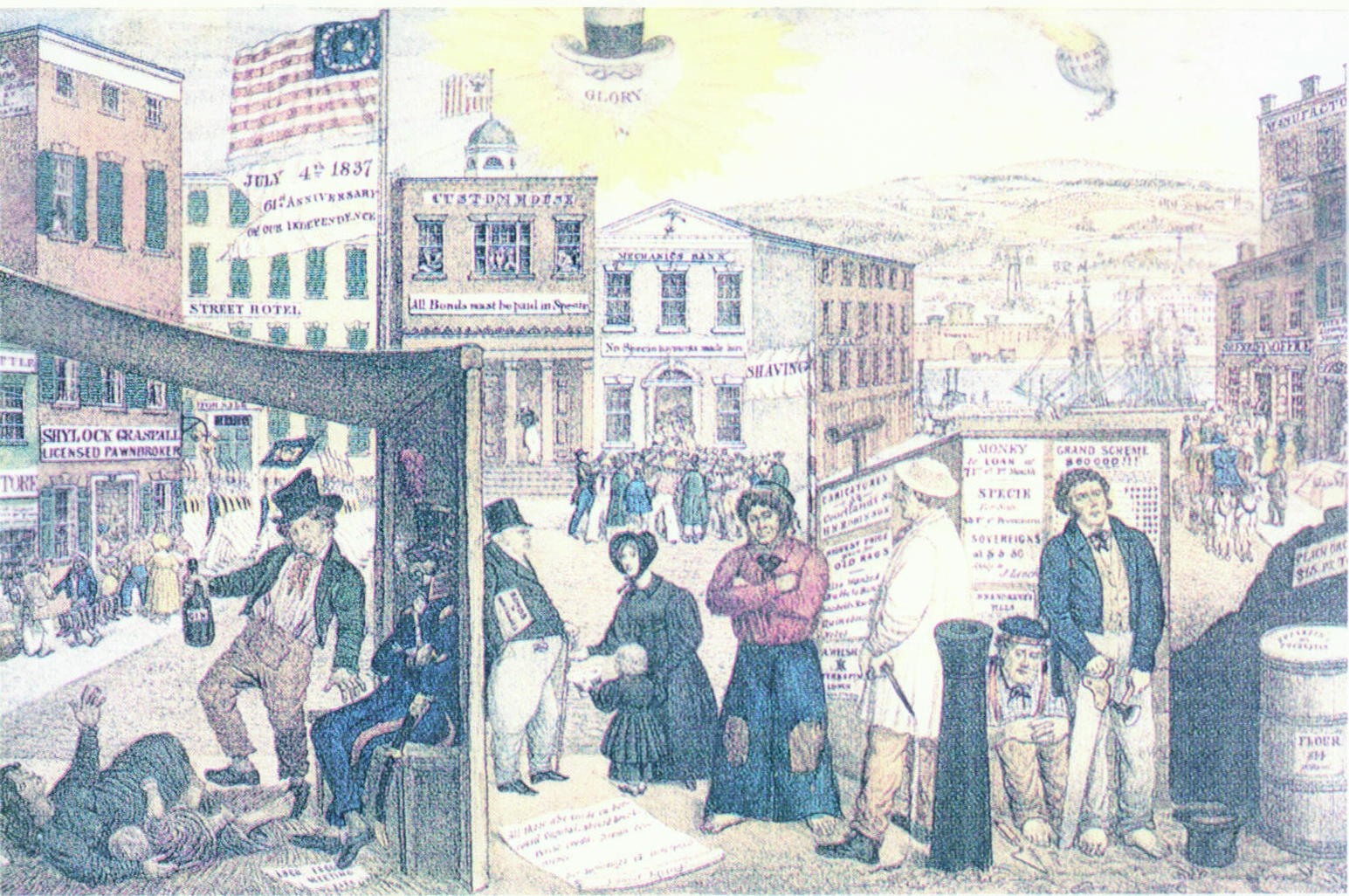
Un cartell electoral del partit Whig culpa Van Buren dels mals temps (1840).

El Panic del 1837 va ser causat per una febre especulativa. La bombolla va esclatar el 10 de maig del 1837 a Nova York, quan tots els bancs van deixar de pagar en espècie (monedes d'or i plata). El pànic va precedir una depressió de cinc anys, amb bancs en fallida i nivells d'atur de rècord.
Les suposades causes inclouen la política econòmica del president Andrew Jackson, que va introduir l'Specie Circular per ordre executiva i no va voler renovar la llicència del Second Bank of the United States, provocant que el govern en retirés els fons. Martin Van Buren, que va esdevenir president el març del 1837, cinc setmanes abans que el Pànic prengués l'economia de la jove república, va ser culpat del Pànic. Segons alguns, la seva negativa a fer que el govern intervingués en l'economia va incrementar la durada i els efectes perjudicials del Pànic. Per descomptat, la intervenció inicial del govern havia estat sense voler una part de la causa del problema, i més intervenció hauria pogut ser efectiva o no ser-ho. Els demòcrates jacksonians culpaven la irresponsabilitat dels bancs, argumentant que promovien l'especulació a gran escala i que provocaven inflació perquè emetien moneda en paper. És cert que els bancs havien emès un excés de paper moneda.